# Ceropegia swaziorum
Ceropegia swaziorum är en oleanderväxtart som beskrevs av D.V. Field. Ceropegia swaziorum ingår i släktet Ceropegia och familjen oleanderväxter. Inga underarter finns listade i Catalogue of Life.